# Berlandina drassodea
Berlandina drassodea är en spindelart som först beskrevs av Lodovico di Caporiacco 1934.  Berlandina drassodea ingår i släktet Berlandina och familjen plattbuksspindlar. Inga underarter finns listade.